# Mecodina agrestis
Mecodina agrestis là một loài bướm đêm trong họ Erebidae.